# Rákova
Rákova (románul: Racova) falu Romániában, Moldvában, Bákó megyében. Közigazgatásilag három másik falu, Gura Văii, Hălmăcioaia és Ilieși tartozik még hozzá.

## Fekvése
Bákó megye északi részén, Bákótól északnyugatra, az Aranyos-Beszterce bal partján, Buhus délkeleti szomszédjában, a DN15-ös főút közelében fekvő település.

## Népesség
A 2002-es népszámláláskor 3516 lakosa volt, melyből 94,74% román, a többi egyéb volt. A népességből 92,78% görögkeleti ortodox, 1,92% római katolikus volt.
A 2011-es népszámláláskor 3328 lakosa volt.

## Külső hivatkozások
- Rákova község honlapja